# .lr
.lr este un domeniu de internet de nivel superior, pentru Liberia (ccTLD).